# Ulota lativentrosa
Ulota lativentrosa là một loài rêu trong họ Orthotrichaceae. Loài này được Müll. Hal. ex Malta mô tả khoa học đầu tiên năm 1927.